# 20-й истребительный авиационный полк (17-й смешанной авиационной дивизии)
20-й истребительный авиационный Смоленский полк (20-й иап) — воинская часть Военно-Воздушных сил (ВВС) РККА СССР, принимавшая участие в боевых действиях Великой Отечественной войны.

## Наименования полка
- 20-й истребительный авиационный полк
- 20-й истребительный авиационный Смоленский полк
- 139-й гвардейский истребительный авиационный Смоленский полк
- 139-й гвардейский истребительный авиационный Смоленский Краснознамённый полк
- 139-й гвардейский истребительный авиационный Смоленский Краснознамённый ордена Кутузова полк
- Полевая почта 29673

## Создание полка
20-й истребительный авиационный полк сформирован в период с 5 февраля по 3 марта 1938 года в Белорусском Особом Военном округе в Смоленске на основе 6-й отдельной истребительной эскадрильи 116-й авиабригады на самолётах И-16 и И-15 бис.

## Переименование полка
20-й истребительный авиационный Смоленский полк 14 апреля 1944 года за образцовое выполнение боевых задач и проявленные при этом мужество и героизм на основании Приказа НКО СССР переименован в 139-й гвардейский истребительный авиационный Смоленский полк.

## В действующей армии
В составе действующей армии:
- с 22 июня 1941 года по 24 сентября 1941 года
- с 12 ноября 1941 года по 5 июля 1942 года
- с 26 июля 1942 года по 14 апреля 1944 года

## Командиры полка
- майор, подполковник Стариков Алексей Георгиевич (погиб)[3], 03.1940 — 27.01.1942
- капитан, майор Гейбо Иосиф Иванович[3], 20.02.1942 — 08.1942
- майор Кукин Иван Андреевич[3], 01.01.1943 — 04.05.1943
- майор Петровец Александр Кузьмич[3], 10.05.1943 — 10.09.1945

## В составе соединений и объединений
| Период        | Фронт (округ)                                   | армия               | дивизия                                       | примечание                                                                              |
| ------------- | ----------------------------------------------- | ------------------- | --------------------------------------------- | --------------------------------------------------------------------------------------- |
| 05.02.1938 г. | Белорусский особый военный округ                | ВВС округа          | 116-я отдельная авиационная бригада           | И-16, И-15 бис                                                                          |
| 17.09.1939 г. | Белорусский фронт                               | ВВС фронта          |                                               | И-16, И-15 бис                                                                          |
| 29.08.1939 г. | 1-я армейская группа советско-монгольских войск | ВВС группы          |                                               | Халхин-гол, составом 2 аэ, И-16, И-15 бис                                               |
| 28.09.1939 г. | Белорусский особый военный округ                | ВВС округа          |                                               | И-16, И-15 бис                                                                          |
| 01.10.1939 г. | Белорусский особый военный округ                | ВВС округа          |                                               | И-153                                                                                   |
| 01.05.1940 г. | Киевский особый военный округ                   | ВВС округа          | 56-я истребительная авиационная бригада       | И-153                                                                                   |
| 28.06.1940 г. | Южный фронт                                     | ВВС фронта          | 56-я истребительная авиационная бригада       | Бессарабия, И-153                                                                       |
| 09.07.1940 г. | Киевский особый военный округ                   | ВВС округа          | 56-я истребительная авиационная бригада       | И-153                                                                                   |
| 01.08.1940 г. | Киевский особый военный округ                   | ВВС округа          | 17-я смешанная авиационная дивизия            | И-153                                                                                   |
| 22.06.1941 г. | Юго-Западный фронт                              | ВВС фронта          | 63-я смешанная авиационная дивизия            | 57 И-153 и 56 Як-1                                                                      |
| 14.07.1941 г. | Приволжский военный округ                       | ВВС округа          | 8-й запасной истребительный авиационный полк  | Багай-Барановка, Як-1, часть лётного состава стала основой нового 20-го иап (86-го иап) |
| 30.07.1941 г. | Юго-Западный фронт                              | ВВС фронта          | 17-я смешанная авиационная дивизия            | 16 И-153 и 20 лётчиков из 91-го иап                                                     |
| 25.09.1941 г. | Приволжский военный округ                       | ВВС округа          | 13-й запасной истребительный авиационный полк | Кузнецк Пензенской области, Як-1                                                        |
| 12.11.1941 г. | Западный фронт                                  | ВВС фронта          | 146-я смешанная авиационная дивизия           | Як-1                                                                                    |
| 01.02.1942 г. | Западный фронт                                  | 10-я армия          | ВВС 10-й армии                                | Як-1                                                                                    |
| 28.02.1942 г. | Западный фронт                                  | 50-я армия          | ВВС 50-й армии                                | Як-1                                                                                    |
| 10.05.1942 г. | Западный фронт                                  | 1-я воздушная армия | 203-я истребительная авиационная дивизия      | Як-1                                                                                    |
| 06.07.1942 г. | Западный фронт                                  | 1-я воздушная армия | 203-я истребительная авиационная дивизия      | Як-7Б                                                                                   |
| 18.02.1943 г. | Западный фронт                                  | 1-я воздушная армия | 303-я истребительная авиационная дивизия      | Як-7Б                                                                                   |
| 30.05.1943 г. | Западный фронт                                  | 1-я воздушная армия | 303-я истребительная авиационная дивизия      | На аэродроме Козельск: 2 неисправных Як-7 и 5 в 168-м иап; 2 Як-1 и 1 из 20-го иап      |
| 24.04.1944 г. | 3-й Белорусский фронт                           | 1-я воздушная армия | 303-я истребительная авиационная дивизия      | Як-7Б, Як-1, Як-9                                                                       |

## Первая победа полка
Первая известная воздушная победа полка в Отечественной войне одержана 25 июня 1941 года: старший лейтенант Кобылочный Т. А., пилотируя Як-1, в воздушном бою в районе с. Константиново сбил немецкий бомбардировщик Ju-88.

## Участие в сражениях и битвах
Освобождении Западной Белоруссии (1939 г.)

Присоединение Бессарабии и Северной Буковины к СССР

Бои на Халхин-Голе

Великая Отечественная война (1941—1944):
- Приграничные сражения — с 22 июня 1941 года по 29 июня 1941 года
- Киевская операция — с 7 июля 1941 года по 11 сентября 1941 года
- Клинско-Солнечногорская наступательная операция — с 6 декабря 1941 года по 25 декабря 1941 года
- Клинско-Солнечногорская оборонительная операция — с 15 ноября 1941 года по 5 декабря 1941 года
- Ржевско-Вяземская операция — с 8 января 1942 года по 20 апреля 1942 года
- Погорело-Городищенская операция — с 30 июля 1942 года по 23 августа 1942 года
- Орловская стратегическая наступательная операция (Операция «Кутузов») — с 12 июля 1943 года по 18 августа 1943 года
- Смоленская стратегическая наступательная операция (Операция «Суворов») — с 7 августа 1943 года по 2 октября 1943 года
- Ржевско-Вяземская наступательная операция — со 2 марта 1943 года по 31 марта 1943 года
- Курская битва:
  - Болховско-Орловская наступательная операция — с 12 июля 1943 года по 18 августа 1943 года
- Смоленская стратегическая наступательная операция
  - Спас-Деменская наступательная операция — с 07 августа 1943 года по 20 августа 1943 года
  - Ельнинско-Дорогобужская наступательная операция — с 28 августа 1943 года по 6 сентября 1943 года
  - Смоленско-Рославльская наступательная операция — с 15 сентября 1943 года по 02 октября 1943 года
- Оршанская наступательная операция — 12 октября 1943 года по 2 декабря октября 1943 года
  - Витебская операция — с 23 декабря 1943 года по 6 января 1944 года
  - Богушевская операция -с 8 января 1944 года по 24 января 1944 года
  - Витебская операция — с 3 февраля 1944 года по 16 февраля 1944 года
  - Частная операция на Оршанском направлении — с 22 февраля 1944 года по 25 февраля 1944 года
  - Витебская операция — с 29 февраля 1944 года по 5 марта 1944 года
  - Оршанская операция — с 5 марта 1944 года по 9 марта 1944 года
  - Богушевская операция — с 21 марта 1944 года 29 марта 1944 года

## Почётные наименования
20-му истребительному авиационному полку 5 мая 1943 года за показанные образцы мужества и геройства в борьбе против фашистских захватчиков и в целях дальнейшего закрепления памяти о героических подвигах сталинских соколов приказом ВГК присвоено почётное наименование «Смоленский».

## Благодарности Верховного Главнокомандования
Верховным Главнокомандующим объявлены благодарности:
- за овладение городом Смоленск[5]

## Отличившиеся воины полка
- Гейбо Иосиф Иванович, командир полка, удостоен звания Герой Советского Союза будучи командиром 6-й гвардейской авиационной дивизии.